# ほくてつバス

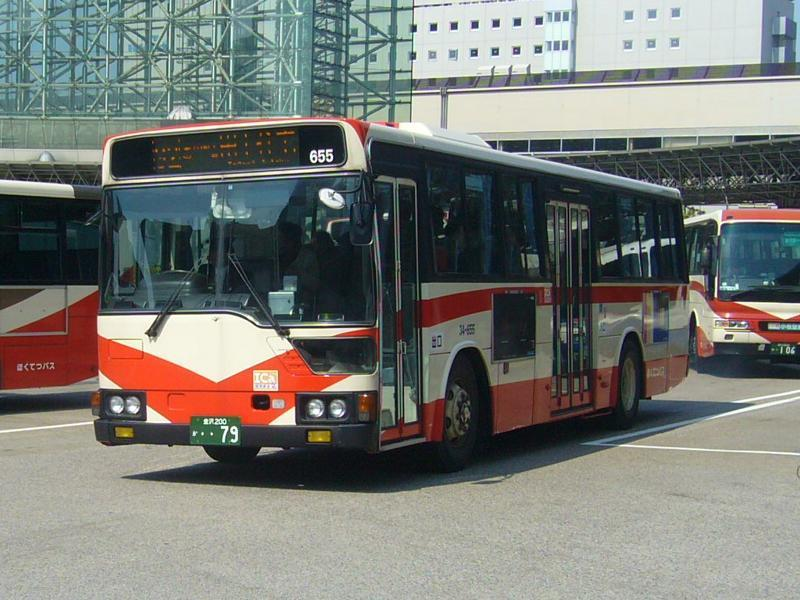
金沢駅東口を発つ北部営業所の幹線のひとつ鈴見線。同線はほくてつバス発足と同時に本体東部営業所から移籍してきた。

ほくてつバス株式会社は、かつて石川県金沢市柳橋町に本社を置いていた、北陸鉄道グループのバス会社。

## 概要
2001年3月、親会社の北陸鉄道より旧柳橋営業所管轄の路線バスを譲り受ける形で会社発足。さらに2003年3月・2004年4月にも北陸鉄道本体から主要路線を譲り受け、金沢市を中心に数多くの路線網を展開していた。また貸切バスも営業していた。
会社発足当時は旧北陸鉄道柳橋営業所所属社員のほとんどがほくてつバスへ出向という形で運行されていたが、後年はほくてつバスで直接社員を採用していた。
2002年末に輸送力強化の一環としてグループ他社から大型車を大量導入し小型車プチ（日産ディーゼルRN）を置き換え、2005年からフルサイズ大型新車の導入復活、在来車も含めた方向幕のLED化、さらに北部営業所については2006年より施行されたご当地ナンバー「金沢ナンバー」への切換えも行っていた。
2012年10月に北鉄金沢中央バス、加賀白山バス(旧会社)と合併して北鉄金沢バスになり、引き続き北部営業所として継承されている。

## 担当路線（北部営業所管内）
路線は廃止直前（2012年9月）のもの。
- 10／70番「錦町粟崎線」：金沢学院大学・東部車庫 - 錦町 - 兼六園下 - 広坂 - 香林坊 - 金沢駅西口 - 西割出 - 問屋団地（乗り入れない便もあり） - 粟崎・内灘駅・コマツ金沢工場
  - 錦町粟崎線は1998年3月に問屋団地線（内灘駅／粟崎～金沢駅東口～兼六園下）と錦町A線（金沢駅東口～香林坊～兼六園下～東部車庫・金沢学院大学）との路線統合により発足。2009年5月30日まで成巽閣前経由だったが、翌日より兼六園下経由に変更される。
  - 2010年4月1日からは、粟ヶ崎地区の「コマツ金沢工場」まで一部便を延伸
- 11番「錦町B線」：金沢駅（東口） - リファーレ前（下り）／六枚町（上り） - 橋場町 - 兼六園下 - 小立野 - 錦町 - 東部車庫・金沢学院大学/上辰巳(上辰巳行きは16番)
  - →南部車両も、一部運用上担当する。（モーニングダイレクトで辰巳丘へ来た便を市内へ送る便や、朝の一部時間帯で松任方面の運用に入っている車両が1〜2仕業入ることもあり）
- 12番「湯涌線」
  - （直通便）：金沢駅（東口） - （錦町Ｂ線と同ルート） - 錦町 - 中村 - 湯涌温泉
  - （北陸大学便）：金沢駅（東口） - （直行便と同ルート） - 錦町 - 北陸大学太陽が丘 - 北陸大学薬学部／湯涌温泉
    - 錦町B線と湯涌線は本体東部営業所時代の1998年3月より2008年12月20日まで金沢駅西口発着だったが、翌日より約11年ぶりに金沢駅東口発着に戻る。
- 50番「上荒屋線」
  - ：兼六園下 - 丸の内（下り）／広坂（上り） - 香林坊 - 白菊町 - 増泉 - 新神田 - 保古町 - 西金沢駅西口‐上荒屋西
  - 柳橋／御所ニュータウン - 彦三 - 香林坊 - （兼六園下発着と同ルート） - 上荒屋西
- 55番「上荒屋線」：兼六園下 - 丸の内（下り）／広坂（上り） - 香林坊 - 泉1丁目 - 有松 - 伏見橋 - 八日市五丁目 - やすらぎホーム前
  - 上荒屋線は長きにわたり往復とも丸の内経由だったが、2009年5月31日より上り便のみ広坂（兼六園真弓坂口、金沢21世紀美術館の最寄りバス停）経由に変更される。
  - 2010年8月31日を以てやすらぎホーム前 - キリンビール北陸工場　間廃止
- 53／96番「西金沢線」：西金沢 - 金沢高校前 - 泉新町 - 香林坊 - 広坂 - 兼六園下 - 田井町 - 旭町 - 若松 - 金沢大学（西金沢 - 兼六園下区間便も土休日中心に多数あり）
  - 西金沢線は長きにわたり往復とも広坂経由だったが、2018年4月1日より下り便のみ丸の内経由に変更される。
- 80・85／32番「柳橋円光寺線」：本津幡駅・木越住宅・柳橋 - 神谷内 - 橋場町 - 武蔵ヶ辻 - 香林坊 - 有松 - 泉丘高校前 - 円光寺
- 81番「柳橋寺町線」：柳橋 - 武蔵ヶ辻 - 香林坊 - 寺町1丁目 - 市総合体育館前 - 泉野出町
  - 朝の時間帯中心に一部便は柳橋発着となる→柳橋 - 鳴和 - 東山 - 橋場町 - 兼六園下 - 香林坊 - 泉野1丁目 - 泉野出町（一部の柳橋発着は彦三経由となる。）
- 83番「石引線」：柳橋／東金沢駅 - 橋場町 - 兼六園下 - 大学病院前 - 菊川1丁目 - 平和町・金大附属学校自衛隊前
- 84／32番「木越円光寺線」：大浦保育園前 - 木越住宅 - 千木 - 神谷内 - （柳橋円光寺線と同ルート） - 円光寺
- 87番「津幡線」
  - （八幡経由便）：本津幡駅 - 津幡駅前 - 八幡 - 今町 - 森本駅前 - 柳橋 - 彦三 - 香林坊 - 広坂 - 兼六園下
  - （旧道経由便）：本津幡駅 - 横浜 - 二日市 - 森本駅前 - （八幡経由便と同ルート） - 兼六園下
  - 昭和50年代後半の路線番号再編以降、津幡線は郊外系統故に上り・下り共に無番の状態が続いてきたが、近年になり路線番号が付与されるようになった。
- 92番 「鈴見線」：金沢駅（東口） - 香林坊 - 兼六園下 - 桜町 - 鈴見台二丁目 - 若松 - 田上 - 朝霧台
- 93番 「金沢大学線」:金沢駅（東口）- （鈴見線と同ルート）- 若松 - 金沢大学
  - 上記2線は北陸鉄道東部支所が主導で担当するが、ほくてつバスでもごく一部の便を担う。
- 95番「北陸大学線」：金沢駅（東口） - 香林坊 - 兼六園下 - 旭町 - 山環田上 - 太陽が丘ニュータウン - 北陸大学太陽が丘 - 中村 - 北陸大学薬学部
  - 開設当初は香林坊発着であったが、1998年3月改正で金沢駅東口発着に延伸。
  - 2003年4月の大改正で北鉄本体より全面移管し、現在に至る。
  - 開設当初は「旭町・北陸大学線」が正式名称だったが、のちに現在の「北陸大学線」に改称されている。
  - 合併による「北鉄金沢バス」発足後は、北部営業所に加えて中央営業所（旧・北鉄金沢中央バス）も運行に加わり、前身の旧・北鉄西部営業所時代以来の復活となっている。
- 99／88番「東金沢金大線」：東金沢駅 - 金沢星稜大学・星稜高校 - 御所町 - 鈴見町 - 若松西 - 金沢大学

## 担当路線（南部支所管内）
路線は廃止直前（2012年9月）のもの。
- 33番「四十万線」：金沢駅（東口） - 香林坊 - 広小路 - 有松 - 寺地 - 金沢工業大学 - 四十万 - 南部車庫
- 33番「辰口線」：金沢駅（東口） - （四十万線と同ルート） - 南部車庫 - 宮竹（一部が立ち寄る） - 北陸先端科学技術大学院大学

（朝の辰口行き、夕方の金沢行き１便ずつのみ立ち寄り） - いしかわ動物園（一部が立ち寄る） - 辰口和光台
- 40番「松任線」：金沢駅（東口） - 香林坊 - 有松 - 伏見橋 - 野々市中央 - 松任 - 松任高校前 - 南松任 - 宮丸 - 金城大学（朝の一部の下り便のみ金城大学まで延伸）
- 41番「千代野線」：金沢駅（東口） - （松任線と同ルート） - 南松任 - 北安田 - 千代野ニュータウン
- 42番「金沢寺井線」：金沢駅（東口） - （松任線と同ルート） - 村井町 - 金城大学(夕方の一部便の上り便のみ経由) - 福留 - 寺井庁舎前
- （無番）「千代野線」：県庁前 - 金沢西高校 - （海側環状） - 尾山台高校 - 矢木 - やすらぎホーム - 宮永 - 松任 - 茶屋１丁目 - 千代野ニュータウン
- （無番）「松任中奥線」：香林坊 - 本多町 - 寺町一丁目 - 平和町市立病院 - 二水高校前 - 伏見新町 - 錦丘高校前 - 金沢工業大学 - 光が丘口 - 明倫高校前 - 長竹 - 松任 - 南松任 - 千代野ニュータウン
- （無番）「白山公園線」：金沢駅（東口） - 白峰車庫 - 別当出合（北陸鉄道南部支所との共管路線・夏季のみ運行）

## 営業所所在地
- 本社兼北部営業所（旧北陸鉄道柳橋営業所）
石川県金沢市柳橋町ニ8-2
- 北部営業所東部駐在（北陸鉄道東部支所内）
石川県金沢市末町3-246-1
- 南部支所（北陸鉄道南部支所内）
石川県白山市安養寺町ニ30